# Антоново
Антоново е град, разположен в област Търговище, Северна България. Административен център на община Антоново. По данни на ГРАО към 15 септември 2023 г. в града живеят 1457 души по настоящ адрес и 1742 души по постоянен адрес.

## География
Градът е разположен около първокласния път, свързващ Варна и София, по който отстои на 50 км западно от Търговище и 49 км източно от Велико Търново.

## История
Преди Освобождението на България от османско владичество днешният град Антоново е бил село с име Яйла кьой. На 12 март 1883 година е включено в състава на Дуванларската (Ястребинската) община, Кесаревска околия, Търновски окръг.
На 14 август 1934 година е преименувано на Поляница, а от 8 декември 1949 година е Антоново на името на комунистическия деец Антон Кръстев, загинал в сражение в района на 1 януари 1944 година.
През 1964 година село Антоново е обявено за селище от градски тип, а на 17 септември 1974 година – за град.

## Население
Численост на населението според преброяванията през годините:
| \| Година на преброяване \| Численост \| \| --------------------- \| --------- \| \| 1934 \| 3164 \| \| 1946 \| 2906 \| \| 1956 \| 2324 \| \| 1965 \| 2039 \| \| 1975 \| 1855 \| \| 1985 \| 1873 \| \| 1992 \| 1962 \| \| 2001 \| 1749 \| \| 2011 \| 1582 \| \| 2021 \| 1006 \| |           |
| Година на преброяване | Численост |
| 1934 | 3164      |
| 1946 | 2906      |
| 1956 | 2324      |
| 1965 | 2039      |
| 1975 | 1855      |
| 1985 | 1873      |
| 1992 | 1962      |
| 2001 | 1749      |
| 2011 | 1582      |
| 2021 | 1006      |

Етническият състав включва 670 българи, 220 турци и 546 цигани.

## Култура
- Православен храм „Света Троица“
- Народно читалище „Христо Ботев“

## Образование
- СУ „Св. св. Кирил и Методий“ –

## Личности
- Виолета Димитрова (р. 1949), български лекар
- Иван Груев (р. 1928), български инженер и политик от БКП
- Янаки Манасиев (1932 – 1978), български художник

## Редовни събития
- 17 януари – празник на град Антоново (Антоновден)
- Традиционен пролетен панаир (50 дни след Великден)

## Побратимени градове
- Беймелек, Турция от 26 май 2006 г.
- Рокафиорита, Италия от 19 март 2010 г.